# Rivière Ratsoul
Pour les articles homonymes, voir Ratsoul (homonymie).
La rivière Ratsoul est un affluent de la Grande rivière Noire (fleuve Saint-Jean), coulant entièrement dans la municipalité de Saint-Marcel (Québec), dans L'Islet (municipalité régionale de comté), dans la région administrative de Chaudière-Appalaches, au Sud du Québec, au Canada.
Le cours de la rivière Ratsoul coule surtout en zone forestière, en parallèle entre le "ruisseau de la Fromagerie" (situé du côté Sud-Ouest) et le ruisseau Cadler (situé du côté Nord-Est).
Le bassin versant supérieur de la rivière Ratsoul est accessible surtout par le chemin du Lac Fontaine-Claire la route 285, la route 216, la route du 7e rang et le chemin du 7e rang Est.

## Hydrographie
La rivière Ratsoul prend sa source à l’embouchure du Lac Fontaine-Claire (longueur : 0,9 km ; altitude : 417 m), situé dans le canton d’Arago dans la municipalité de Saint-Marcel (Québec), dans les Monts Notre-Dame.
L’embouchure de ce lac est situé à :
- 0,8 km au Sud-Ouest de la route 285 ;
- 3,3 km au Nord-Ouest du centre du village de Saint-Marcel (Québec) ;
- 18,9 km au Nord-Ouest de la frontière canado-américaine.

À partir de l’embouchure du Lac Fontaine-Claire, la rivière Ratsoul coule sur 11,3 km au Québec, selon les segments suivants :
- 1,4 km vers l’Est dans Saint-Marcel (Québec), jusqu'à la route 285 ;
- 2,8 km vers l’Est, jusqu’à la confluence de la rivière Tenturette (venant du Nord-Ouest) ;
- 1,3 km vers le Sud-Est, jusqu’au chemin Taché Ouest (soit la route 216) qu'elle coupe à 2,0 km au Nord-Est du centre du village de Saint-Marcel (Québec) ;
- 2,1 km vers le Sud-Est jusqu'au chemin du 7e rang Ouest ;
- 2,8 km vers le Sud-Est jusqu’à la limite du canton Leverrier ;
- 0,9 km vers le Sud-Est dans le canton Leverrier, jusqu’à la confluence de la rivière[2].

La rivière Ratsoul se déverse sur la rive Nord-Ouest de la Grande rivière Noire (fleuve Saint-Jean) dans le canton de Leverrier dans Saint-Marcel (Québec). Cette confluence est située à :
- 1,3 km en aval de la confluence de la Grande rivière Noire Est ;
- 3,2 km en amont de la limite de Saint-Adalbert ;
- 7,8 km au Nord-ouest du centre du village de Saint-Adalbert ;
- 4,9 km au Sud du centre du village de Saint-Marcel (Québec) ;
- 11,9 km au Nord-Ouest de la frontière canado-américaine (Québec-Maine).

À partir de la confluence de la rivière Ratsoul, la Grande rivière Noire (fleuve Saint-Jean) coule vers le Nord-Est, vers le Sud-Est puis vers l’Est jusqu’à la rive Ouest du fleuve Saint-Jean. Ce dernier coule vers l'Est et le Nord-Est en traversant le Maine, puis vers l'Est et le Sud-Est en traversant le Nouveau-Brunswick. Finalement le courant se déverse sur la rive Nord de la Baie de Fundy laquelle s’ouvre vers le Sud-Ouest sur l’Océan Atlantique.

## Toponymie
La dénomination de la rivière figure sur une carte de 1923 du canton d’Arago.
Le toponyme "rivière Ratsoul" a été officialisé le 24 août 2000 à la Commission de toponymie du Québec.